# براد اسنایدر (شناگر)
براد اسنایدر (به انگلیسی: Brad Snyder) (زادهٔ ۲۹ فوریهٔ ۱۹۸۴) شناگر اهل ایالات متحده آمریکا است.